# Kort smålöpare
Kort smålöpare (Microlestes maurus) är en skalbaggsart som först beskrevs av Sturm 1827.  Kort smålöpare ingår i släktet Microlestes, och familjen jordlöpare. Enligt den finländska rödlistan är arten sårbar i Finland. Arten är reproducerande i Sverige. Artens livsmiljö är torra gräsmarker.

## Bildgalleri

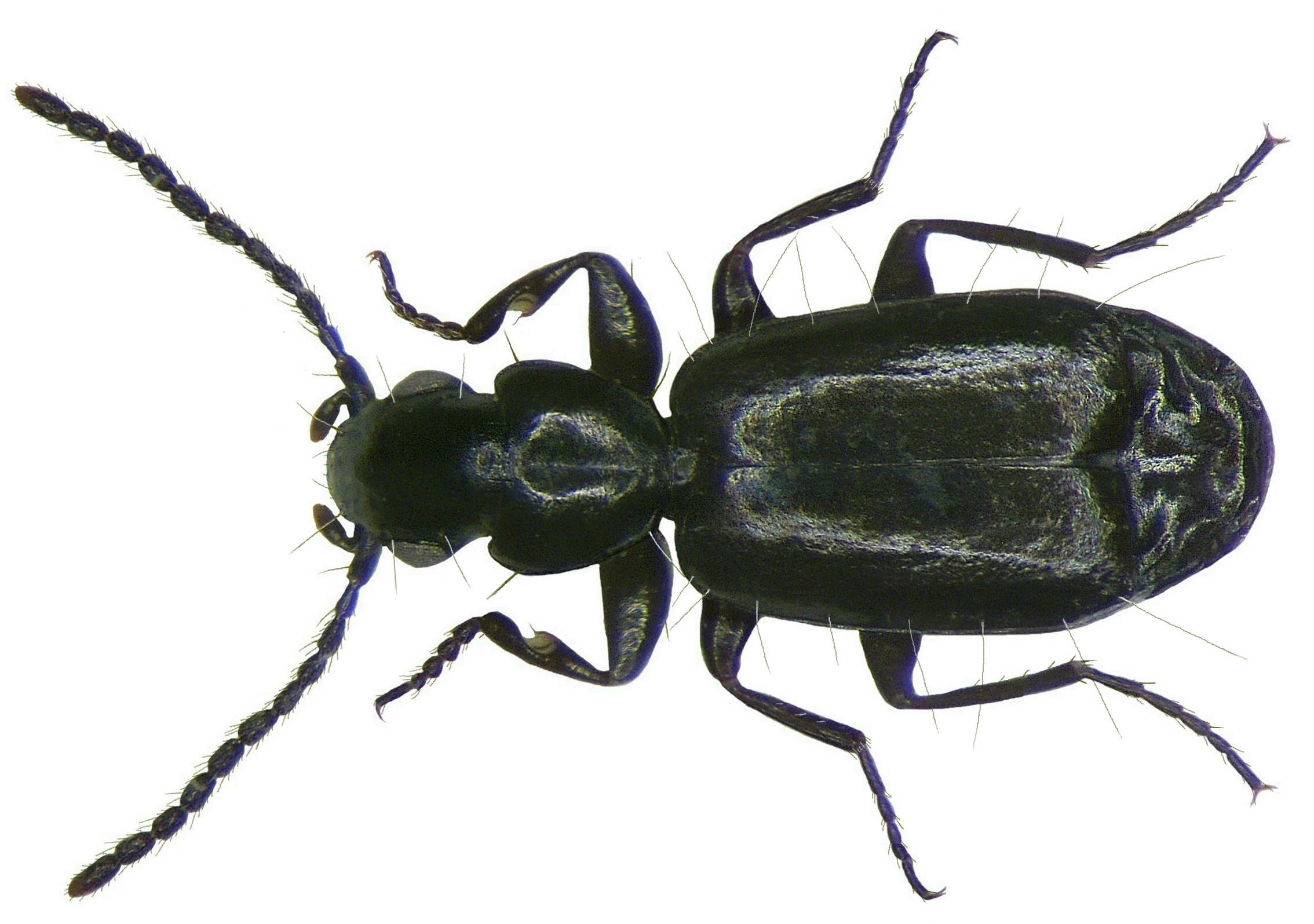
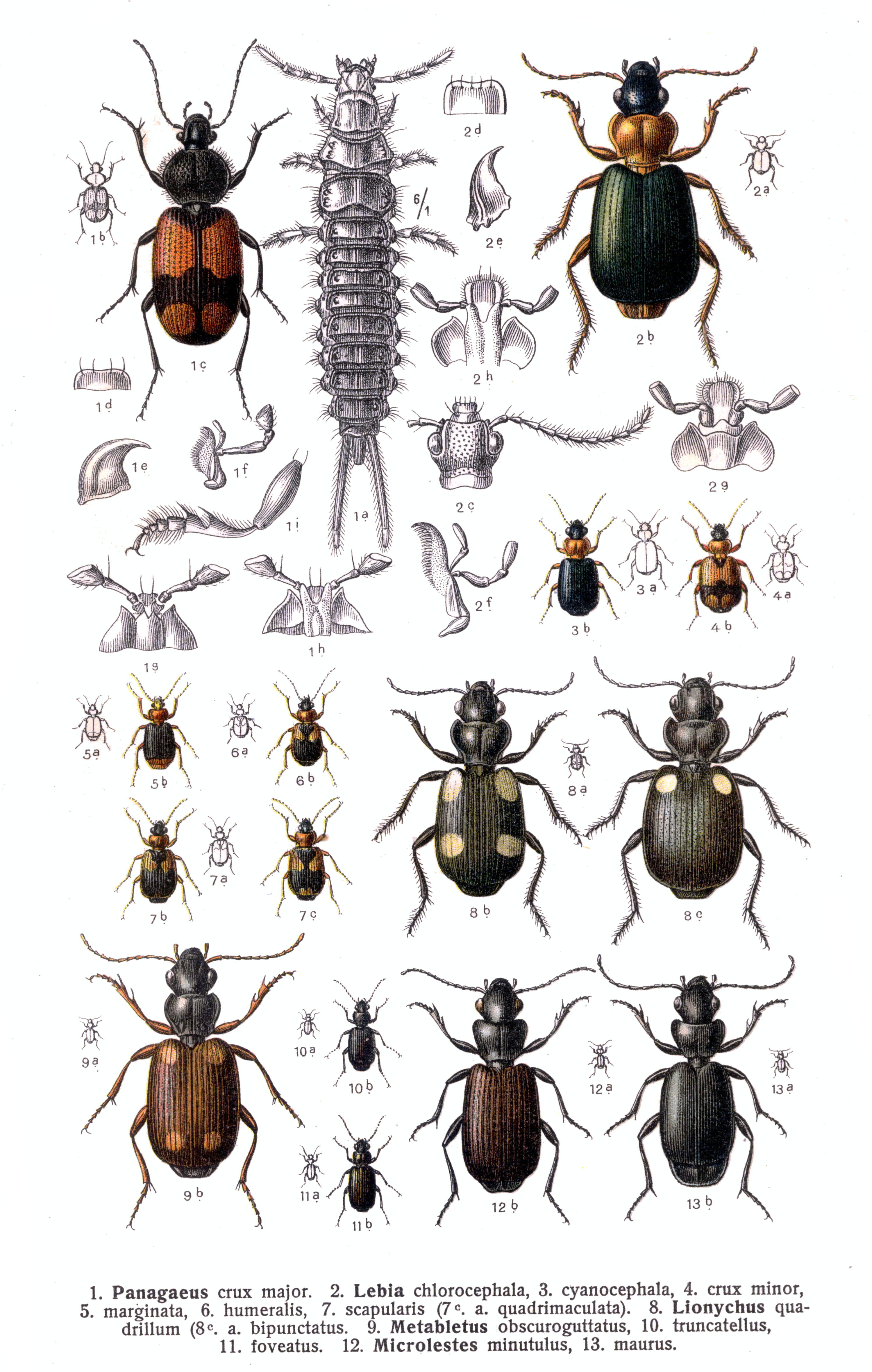
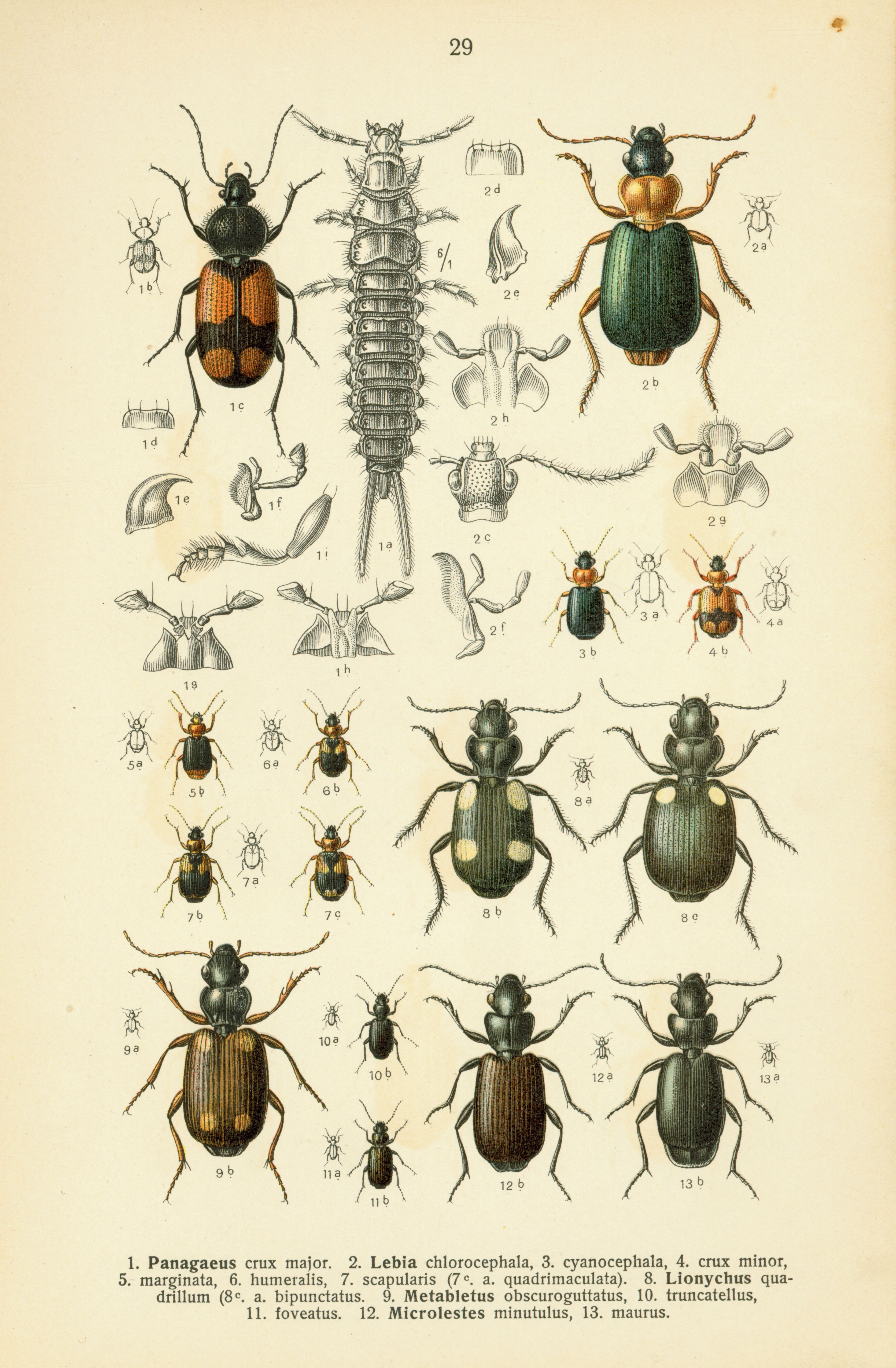